# Fame (álbum)
Fame (español: Fama) es el segundo disco de la cantante y actriz jamaicana Grace Jones. Fue lanzado el año 1978 bajo el sello Island Records. Al igual que en su álbum de debut Portfolio, el lado A cuenta con tres canciones, y el lado B parte con la canción "Fame" en francés, mientras que Portfolio comienza con "La Vie en Rose", también en francés.
La edición canadiense del álbum de vinilo original incluía una pista en lengua francesa, "Comme un oiseau qui s'envole", que, en la mayoría de los territorios, se publicó como el lado B del sencillo "Do or Die". En Italia, la canción "Anema E Core" se incluyó en el álbum.
El álbum fue un éxito en las escenas de baile norteamericano, siendo top 10 en las listas de baile. Las canciones "Do or Die", "Pride" y "Fame" alcanzaron el #3 en el U.S. Billboard dance club play chart.

## Lista de canciones

### Lado A
1. "Do or Die" (Jack Robinson, James Bolden) - 6:47
2. "Pride" (Robinson, Bolden) - 6:23
3. "Fame" (Robinson, Gil Slavin) - 5:37

- Tiempo total sin detener (Lado A) - 18:47

### Lado B
1. "Autumn Leaves" (Les Feuilles Mortes) (Jacques Prévert, Johnny Mercer, Joseph Kosma) - 7:02
2. "All on a Summers Night" (Robinson, Bolden) - 4:17
3. "Am I Ever Gonna Fall in Love in New York City" (Robinson, Bolden, Vivienne Savoie Robinson) - 5:28
4. "Below the Belt (La Vieille Fille)" (Grace Jones, Pierre Papadiamondis) - 4:43

- "Anema E Core" (Tito Manlio, Salve D'Esposito)

Este tema se publicó sólo en la versión italiana del disco "Fame", en sustitución de la última pista.
- "Comme un oiseau qui s'envole" (J.C. Cosson, Gil Slavin) - 4:30

Este tema se publicó sólo en la versión canadiense, en sustitución de "All on a Summers Night", y en la versión japonesa sustituyó la canción "Below the Belt".

## Historial de versiones

### LP
- 1978 Island Records (ILPS 9525, Estados Unidos)
- 1978 Island Records (204 162-320, Alemania)
- 1978 Island Records (26 214 XOT, Alemania)
- 1978 Island Records (26 214 XOT, Países Bajos)
- 1978 Island Records (ILPS 9525, Inglaterra)
- 1978 Island Records (ILPS 9525, Suecia)
- 1978 Island Records (ILPS 9525, Canadá)
- 1978 Island Records (ILPS 19525, Italia)
- 1978 Dischi Ricordi S. p. A. (ILPS 19525, Italia)

### CD
- 1993 Spectrum Music (550 132-2, Alemania)

## Personal
- Grace Jones - canto
- Sweethearts of Sigma - cantantes secundarios
- Barbara Ingram - cantante secundaria
- Carla Benson - cantante secundaria
- Yvette Benton - cantante secundaria
- Keith Benson - batería
- Jimmy Williams - bajo eléctrico
- Larry Washington - conga e percusión
- Moto - pandereta
- John Davis - teclado
- Piggy Pigerino - violín solo en canción B1 ("Autumn Leaves")

## Producción
- Tom Moulton - productor, para Beam Junction Productions
- John Davis - arranger
- Un mix de Tom Moulton
- Grabado y mezclado en Sigma Sound Studios, Filadelfia (Pensylvania)
- Don Renaldo - cuerda frotada, horns
- Arthur Stoppe - grabación y mixing
- Darrell Rogers - grabación y asistente de mixing
- José Rodriguez - masterización en Sterling Sound Studios, Nueva York
- Richard Bernstein - gráficos, diseños y pintura del álbum
- Francis Ing - fotógrafo designado
- Sonia Moskewitz - fotógrafo designado
- Neil Terk - director artístico
- Dedicado con amor a un verdadero artista, Jean-Paul Goude - GRACE

## Sencillos

### "Autumn Leaves"
- FR 7" single (1978) Island 6172 542

1. "Autumn Leaves" (Parte 1) - 3:20
2. "Autumn Leaves" (Parte 2) - 3:40

### "Do or Die"
- CA 12" single (1978) Island IS 1008

1. "Do or Die" (Disco Mix) - 6:15
2. "Comme Un Oiseau Qui S'envole" - 4:30

- FR 12" single (1978) Island 9199 811

1. "Do or Die" (Disco Mix) - 6:15
2. "Comme Un Oiseau Qui S'envole" - 4:30

- GE 7" single (1978) Island 15 728 AT

1. "Do or Die" (Versión de 7") - 3:22
2. "Comme Un Oiseau Qui S'envole" (Versión de 7") - 3:10

- IT 7" single (1978) Island WIP 26450

1. "Do or Die" (Versión de 7") - 3:22
2. "Comme Un Oiseau Qui S'envole" - 4:30

- NE 7" single (1978) Island 15 728

1. "Do or Die" (Disco Mix) - 6:15
2. "Comme Un Oiseau Qui S'envole" - 4:30

- SP 7" single (1978) Island 15.728

1. "Do or Die" (Versión de 7") - 3:22
2. "Comme Un Oiseau Qui S'envole" (Versión de 7") - 3:10

- SW 7" single (1978) Island WIP 6450

1. "Do or Die" (Versión de 7") - 3:22
2. "Comme Un Oiseau Qui S'envole" (Versión de 7") - 3:10

- UK 7" single (1978) Island WIP 6450

1. "Do or Die" (Versión de 7") - 3:22
2. "Comme Un Oiseau Qui S'envole" (Versión de 7") - 3:10

- UK 12" single (1978) Island 12WIP 6450

1. "Do or Die" (Disco Mix) - 6:15
2. "Comme Un Oiseau Qui S'envole" - 4:30

- US 7" single (1978) Island IS 102

1. "Do or Die" (Versión de 7") - 3:22
2. "Comme Un Oiseau Qui S'envole" (Versión de 7") - 3:10

- US 12" single (1978) Island IS 1008

1. "Do or Die" (Disco Mix) - 6:15
2. "Comme Un Oiseau Qui S'envole" - 4:30

- US 7" promo (1978) Island IS 8681

1. "Do or Die (Versión de 7") - 3:22
2. "Do or Die (Mono) - 3:22}

### "Fame"
- US 12" promo (1978) Island PRO 763

1. "Fame" (Editada) - 4:51
2. "Am I Ever Gonna Fall in Love in New York City?" - 5:28

### "Am I Ever Gonna Fall in Love in New York City"
- AU 12" single (1978) Island X 13013

1. "Am I Ever Gonna Fall in Love in New York City" (Versión editada) - 4:47
2. "Tomorrow" - 5:45

## Listas musicales
| Lista musical (1978)     | Posición |
| ------------------------ | -------- |
| Billboard Hot 200        | 97       |
| Billboard Top R&B Albums | 57       |
| Suecia                   | 22       |